# Stuart Laidlaw
Stuart Laidlaw (Havelock, Ontario, 2 de març de 1877 - Vancouver, Colúmbia Britànica, 22 de novembre de 1960) va ser un jugador de lacrosse canadenc que va competir a principis del segle xx. El 1904 va prendre part en els Jocs Olímpics de Saint Louis, on guanyà la medalla d'or en la competició per equips de Lacrosse, com a membre de l'equip Shamrock Lacrosse Team.